# Крутий детектив

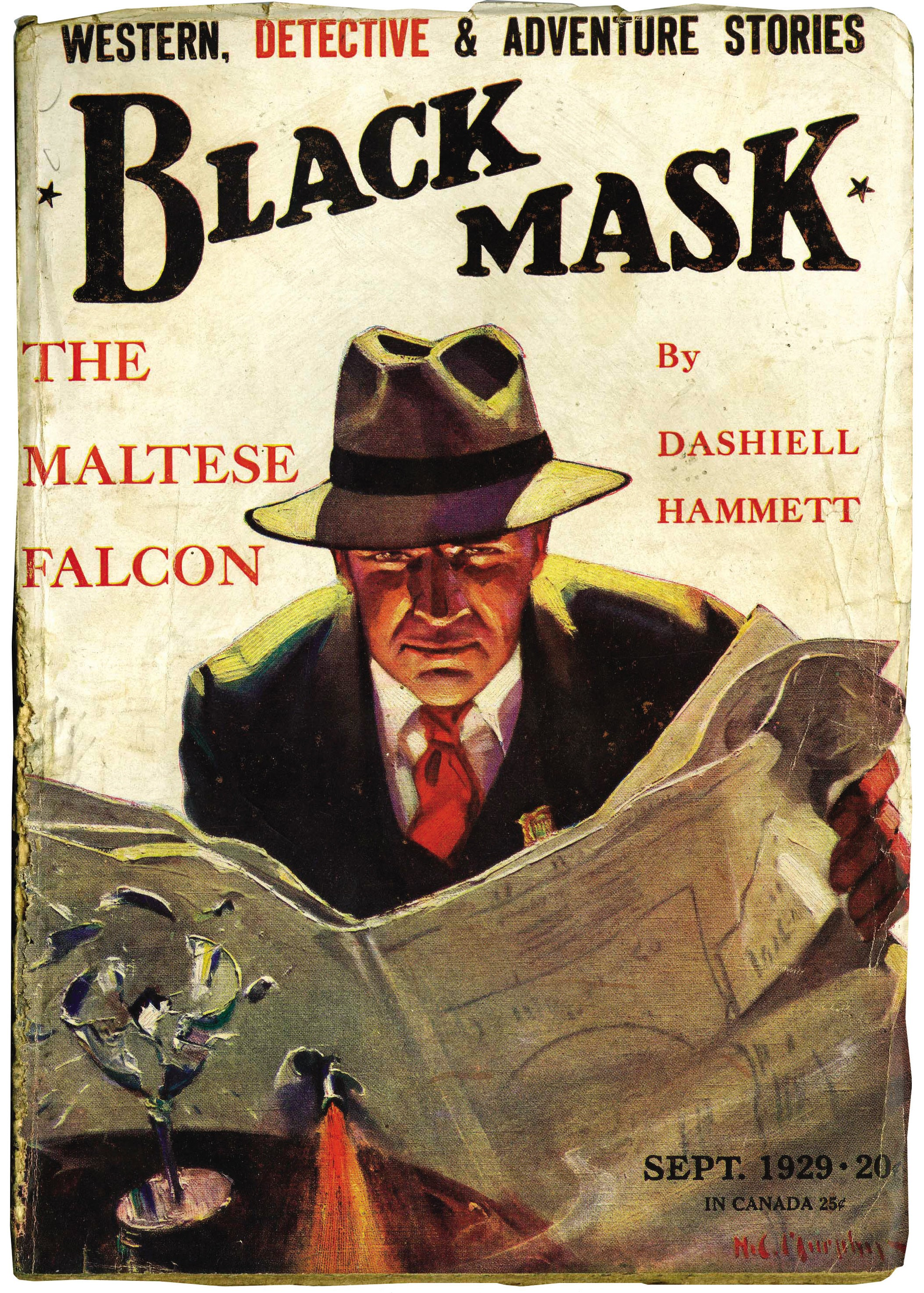
Обкладинка основоположного крутого детективного журналу Black Mask, вересень 1929 року, з першою частиною серіалізації «Мальтійського сокола» Дешилла Гемметта. Ілюстрація приватного детектива Сема Спейда від Генрі С. Мерфі-молодшого.

Крутий детектив (англ. hardboiled, букв. «круто зварений») — це літературний жанр, у якому деякі персонажі та сюжети схожі з кримінальною літературою (особливо детективами та нуаром). Типовий герой цього жанру — детектив, який бореться з насильством організованої злочинності, що процвітала під час сухого закону (1920—1933) та після нього, водночас маючи справу з правовою системою, яка стала такою ж корумпованою, як і сама організована злочинність. Ставши цинічними через цей цикл насильства, круті детективи часто перетворюються на антигероїв. До відомих детективних персонажів жанру, належать Дік Трейсі, Філіп Марлоу, Нік Чарльз, Майк Хаммер, Сем Спейд, Лью Арчер, Слем Бредлі та The Continental Op.

## Піонери жанру
Цей стиль був започаткований Керроллом Джоном Дейлі в середині 1920-х років, популяризував його Дешилл Гемметт протягом десятиліття та вдосконалив Джеймс М. Кейн і Реймонд Чандлер, починаючи з кінця 1930-х років. Його розквіт припав на 1930–50-ті роки в Америці.

## Кримінальне чтиво
З перших днів художню літературу цього жанру публікували в так званих pulp-журналах і тісно пов'язували з ними. Історик Pulp Роберт Семпсон стверджує, що оповідання Гордона Янга «Дон Еверхард» (які з'явилися в журналі Adventure з 1917 року) про «надзвичайно жорсткого, несентиментального та смертоносного» міського гравця зі зброєю в руках передбачили детективні історії. На початку 1920-х років термін «круто зварений» не стосувався кримінальної літератури; це означало жорстке (цинічне) ставлення до емоцій, викликаних насильством.
Кримінальна історія крутого детективу стала основною темою кількох pulp-журналів у 1930-х роках; найвідоміший «Чорна маска» під редакцією Джозефа Т. Шоу, а також в інших публікаціях, таких як Dime Detective і Detective Fiction Weekly. Отже, «кримінальне чтиво» часто використовується як синонім крутого детективу або гангстерської літератури; дехто б вирізнив у ньому історію приватного детектива від самого кримінального роману. У Сполучених Штатах оригінальний стиль наслідували численні письменники, зокрема Джеймс Еллрой, Пол Кейн, Сью Графтон, Честер Гаймс, Пол Левін, Джон Д. Макдональд, Росс Макдональд, Волтер Мослі, Сара Парецкі, Роберт Б. Паркер. і Міккі Спіллейн. Пізніше багато романів цього жанру було опубліковано видавництвами, що спеціалізуються на оригіналах у м'якій обкладинці, особливо Gold Medal, а в наступні десятиліття їх перевидали такі видання, як Black Lizard.

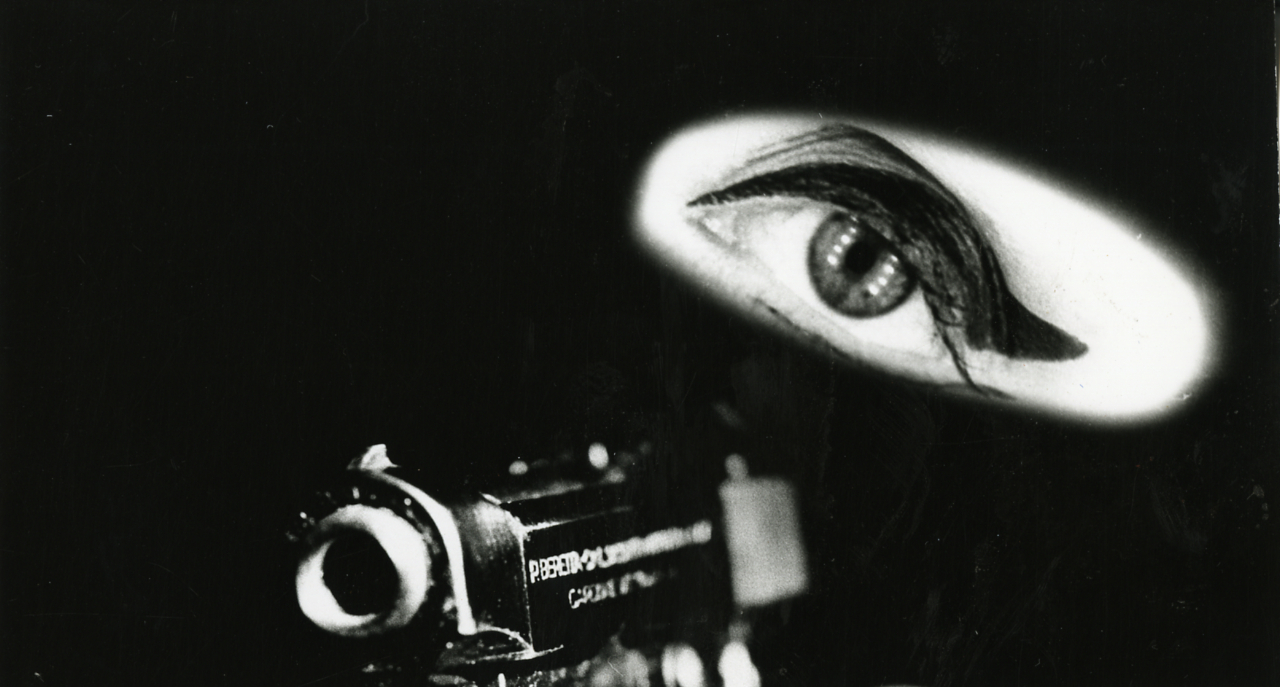
Фото Paolo Monti, 1975
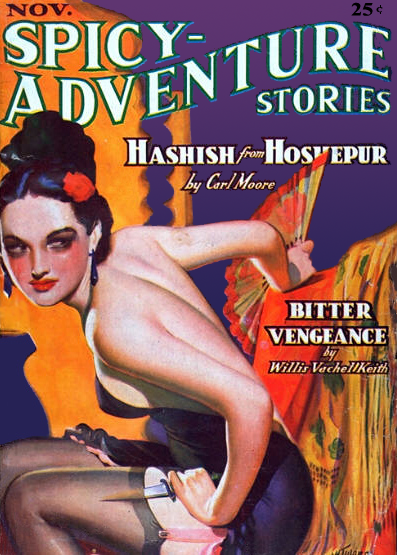
Femmes fatales були стандартом для крутого детективу.

## Відношення до нуарної літератури
Крутий детектив також асоціюється з " нуарною літературою ". Едді Дагган обговорює подібності та відмінності між двома спорідненими формами у своїй статті 1999 року про pulp-письменника Корнелла Вулріча. У своєму повноцінному дослідженні Девіда Гудіса Джей Герцман зазначає: "Найкраще визначення крутого, яке я знаю, — це визначення критика Едді Даггана. У нуарі основна увага приділяється внутрішньому: психічний дисбаланс, що призводить до ненависті до себе, агресії, соціопатії або примусу контролювати тих, з ким головний герой ділиться досвідом. Навпаки, крутий детектив «малює тло інституціоналізованої соціальної корупції».